# پریتتس
شهر پریتتس (به آلمانی: Preetz) در ایالت اشلسویگ-هل‌اشتاین در کشور آلمان واقع شده‌است.